# Wydział Inżynierii Środowiska, Geomatyki i Energetyki Politechniki Świętokrzyskiej
Wydział Inżynierii Środowiska, Geomatyki i Energetyki Politechniki Świętokrzyskiej – jednostka organizacyjna Politechniki Świętokrzyskiej, utworzona w 2012. Uprawniona do prowadzenia studiów pierwszego, drugiego i trzeciego stopnia, przeprowadzania przewodów habilitacyjnych i prowadzenia postępowań o nadanie tytułu naukowego profesora.

## Historia

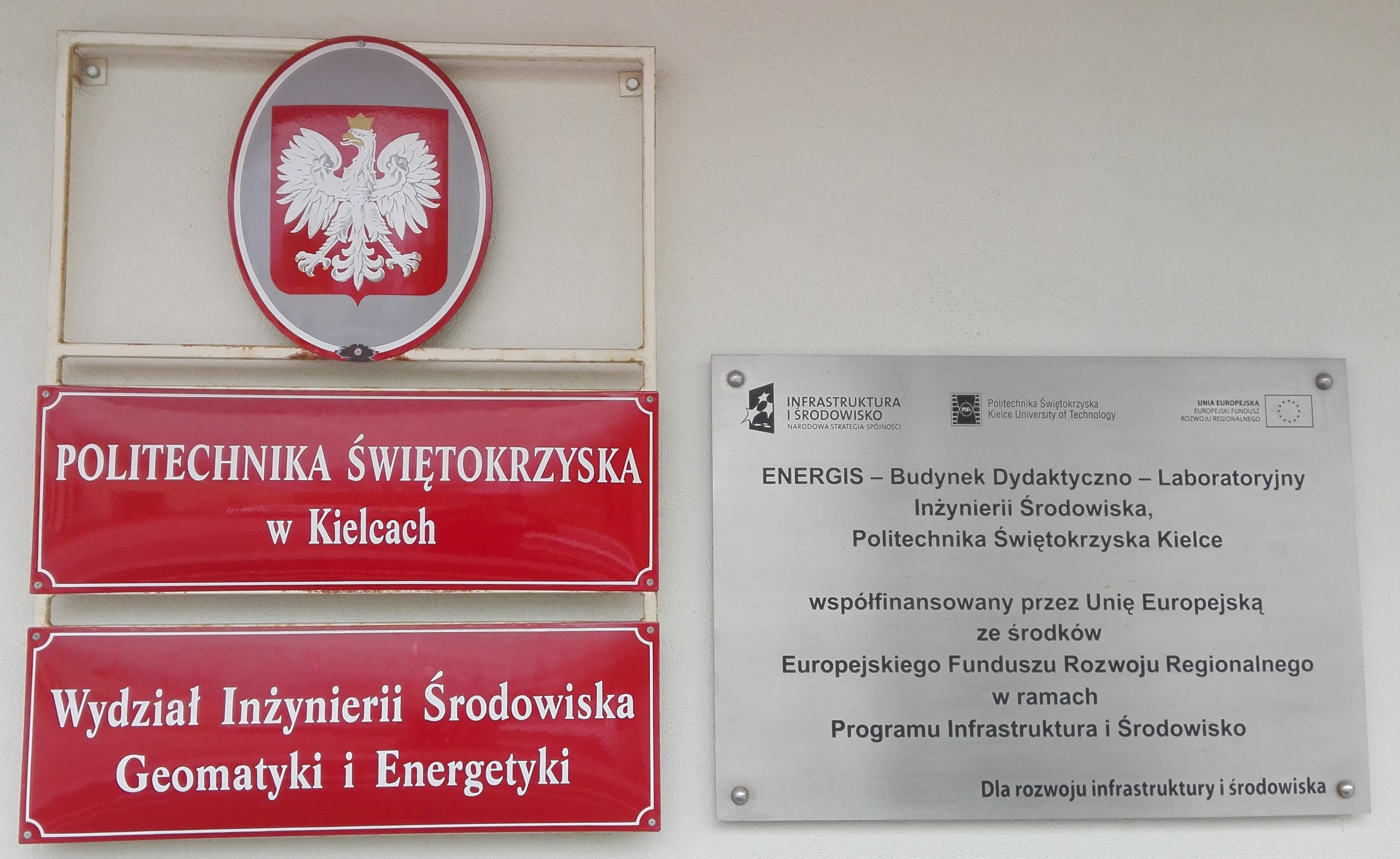
Wydział Inżynierii Środowiska, Geomatyki i Energetyki PŚk

Wydział Inżynierii Środowiska, Geomatyki i Energetyki Politechniki Świętokrzyskiej powstał 1 września 2012 w wyniku podziału Wydziału Budownictwa i Inżynierii Środowiska. Jego pierwszym dziekanem została dr hab. Lidia Dąbek. Siedzibą nowej jednostki organizacyjnej uczelni stał się wybudowany za ponad 31 mln zł i otwarty w 2012 budynek Energis, zasilany z odnawialnych źródeł energii. Umieszczono w nim 22 sale dydaktyczne i cztery laboratoria.
Na początku 2015 zmieniono strukturę organizacyjną wydziału. W tym czasie odbyła się również promocja pierwszych absolwentów kierunku geodezja i kartografia. W lutym 2016 rada wydziału otrzymała uprawnienia do nadawania stopnia naukowego doktora habilitowanego nauk technicznych w zakresie inżynierii środowiska. W roku akademickim 2016/2017 uruchomiono studia pierwszego stopnia na kierunku odnawialne źródła energii oraz studia trzeciego stopnia na kierunku inżynieria środowiska. W kadencji 2016–2020 dziekanem wydziału pozostała dr hab. Lidia Dąbek, natomiast dotychczasowy prodziekan dr hab. Tomasz Kozłowski został jednym z prorektorów uczelni. W 2018 Ministerstwo Nauki i Szkolnictwa Wyższego przyznało wydziałowi kategorię naukową B.

## Kierunki studiów
Wydział kształci studentów na trzech kierunkach studiów:
- geodezja i kartografia (studia pierwszego stopnia)
- inżynieria środowiska (studia pierwszego, drugiego i trzeciego stopnia)
- odnawialne źródła energii (studia pierwszego stopnia)

W roku akademickim 2015/2016 na wydziale studiowało 1350 osób.
Wydział przejął posiadane od 2000 przez Wydział Budownictwa i Inżynierii Środowiska uprawnienia do nadawania stopnia naukowego doktora nauk technicznych w zakresie inżynierii środowiska. W 2016 wydział otrzymał uprawnienia do nadawania stopnia naukowego doktora habilitowanego nauk technicznych w zakresie inżynierii środowiska.

## Poczet dziekanów
1. dr hab. Lidia Dąbek, prof. PŚk (2012–2019)
2. p.o. dr Ewa Ozimina (2019–2020)
3. prof. dr hab. inż. Tomasz Kozłowski (od 2020)

## Władze wydziału
W kadencji 2020–2024:
| Stanowisko                             | Imię i nazwisko                     |
| -------------------------------------- | ----------------------------------- |
| Dziekan                                | prof. dr hab. inż. Tomasz Kozłowski |
| Prodziekan ds. Studenckich i Dydaktyki | dr inż. Łukasz Walaszczyk           |
| Prodziekan ds. Studenckich i Dydaktyki | dr inż. Agnieszka Cienciała         |

## Struktura organizacyjna
W latach 2012–2015 w obrębie wydziału funkcjonowało pięć katedr. W 2015 zmieniono strukturę organizacyjną, pozostawiając cztery katedry:
| Katedra                                      | Kierownik                               |
| -------------------------------------------- | --------------------------------------- |
| Katedra Fizyki Budowli i Energii Odnawialnej | prof. dr hab. inż. Anatoliy Pavlenko    |
| Katedra Geodezji i Geomatyki                 | dr inż. Agnieszka Cienciała             |
| Katedra Geotechniki i Gospodarki Odpadami    | prof. dr hab. inż. Tomasz Kozłowski     |
| Katedra Inżynierii Sanitarnej                | prof. dr hab. inż. Andrzej Kuliczkowski |

W 2016 na wydziale zatrudnionych było 76 pracowników naukowo-dydaktycznych, w tym 14 pracowników z tytułem naukowym profesora lub stopniem doktora habilitowanego.

## Nagroda honorowa
W 2013 ustanowiono Honorową Nagrodę – Statuetkę Wydziału Inżynierii Środowiska, Geomatyki i Energetyki Politechniki Świętokrzyskiej. Przyznawana jest ona osobom lub instytucjom zasłużonym dla wydziału. Nagrodę otrzymali:
- prof. dr hab. inż. Andrzej Kuliczkowski (2013)
- prof. dr hab. inż. Janusz Łomotowski (2013)
- dr hab. inż. Jerzy Zbigniew Piotrowski (2015)
- mgr inż. Urszula Lubczyńska (2015)